# أبالالا (أسطورة)
أبالالا (بالإنجليزية: Apalala)‏ في الميثولوجيا البوذية هو تنين أو أفعوان مائي عاش في منبع نهر سوات، وتقع هذه المنطقة حاليًا في بيشاور بمقاطعة خيبر باختونخوا بباكستان. وتحويل بوذا له موضوع محبب في الفن البوذي. ويقال إنه أحد الأشكال التي تحول إليها بوذا.
ومن المعروف أن أبالالا هو ملك الناغا، ونغا أو نجا بـ(السنسكريتية: Nāga، تعني ثعبان). وتعتبر أسطورته واحدة من الأساطير الأكثر شعبية في التقاليد البوذية والفن البوذي. غالباً ما يتم رواية الاسطورة للأطفال من قبل الآباء البوذيين لتعليمهم أن السعادة تكمن في الإيمان بالعقيدة البوذية.